# Agneza Waiblinška
Agneza (Neža) Waiblinška ali Nemška, švabska vojvodinja, avstrijska mejna grofica, * 1072, † 24. september 1143, Klosterneuburg.
Agneza iz rodbine Salijcev je bile druga hči cesarja Henrika IV. in Berte Saške (Turinške) in sestra cesarja Henrika V. Je pramati dinastije Štaufovcev.

## Zakon s Friderikom I. Švabskim
Sedemletno so zaročili (24. marca 1079) s Friderikom I. († 1105), prvim švabskim vojvodo iz rodu Štaufovcev. Njen oče je želel svojega najpomembnejšega ministeriala vezati nase z imenovanjem za vojvodo in istočasno zaroko s hčerko. Poročila sta se leta 1086. Agneza je postala pramati dinastije Štaufovcev, ki so po izumrtju Salijcev uveljavili  svoje zahteve po nemški kroni.
V zakonu so se rodili otroci:
- Friderik II. (1090–1147), švabski vojvoda ∞ Judita, hči bavarskega vojvode Henrika IX. Črnega
- Konrad (1093–1152,), nemški kralj ∞ 1) Gertruda (1095–1130/31) , hči grofa Henrika von Comburg-Rothenburg; 2) Gertruda (1110–1146), hči grofa Berengarja I. von Sulzbach († 1125)
- Gertruda ∞  grof Herman von Stahleck, grof Renskega palatinata († 1156)

Po navedbah nemškega zgodovinarja in genealoga z imenom Hansmartin Decker-Hauff († 1992) naj bi imel par enajst otrok; vendar so se njegove genealoške hipoteze, ki naj bi temeljile na dokumentih, najdenih v opatiji Lorsch, izkazale kot neresnične.

## Zakon z Leopoldom III. Babenberškim
Po moževi smrti se je Agneza leta 1106 poročila v drugo, to pot z Babenberžanom, avstrijskim mejnim grofom Leopoldom III. (1073–1136). Agnezin brat, Henrik V., je s poroko nagradil grofa za pomoč pri uporu proti očetu Henriku IV.; ustvaril je trdno sorodstveno vez med Štaufovci in Babenberžani.
Že preko trideset let stara Agneza naj bi novemu možu rodila še 18 otrok. Verjetno pa izhajajo nekateri otroci, ki jih pripisujejo tej zvezi, iz njenega ali Leopoldovega prvega zakona. Iz drugega zakona so poznani naslednji otroci:
- Henrik Jasomirgott (* ~1107, † 13. januar 1177), grof Renskega palatinata (1140–1141), avstrijski mejni grof (1141–1156), bavarski vojvoda (1143–1156), prvi avstrijski vojvoda (1156–1177, kot Henrik II. Avstrijski) ∞ 1.) leta 1142 Gertruda († 1143), vdova po Henriku Ponosnem sicer pa edina hči cesarja Lotarja Supplinburškega; 2.) 1149 bizantinska princesa Teodora Komnena († 1184), nečakinja bizantinskega cesarja Manuela I.
- Leopold IV. (* 1108, † 18. oktober 1141), avstrijski mejni grof (1136–1141), bavarski vojvoda (1139–1141) ∞ 1139 Marija († ~1160), hči češkega vojvode Soběslava I. in ogrske princese Adlejte iz dinastija Árpádovcev
- Oton (* 1109, † 22. september 1158), škof v Freisingu in zgodovinar
- Uta ∞ grof Liutold von Plain, († 1164)
- Agneza (* 1111, † 25. januar 1157), ena najbolj znanih lepotic časa ∞ 1125 poljski knez in šlezijski vojvoda Vladislav II. (1138–1146), († 1159)
- Judith (* ~1115, † po 1178) ∞ 1133 Viljem V., grof Montferrata († 1191) iz rodbine Aleramidov
- Konrad (* 1120, † 28. september 1168), passavski škof (1148–1164), salzburški nadškof (1164–1168)
- Gertruda Babenberška (* ~1120, † 8. april 1150) ∞ 1140 češki vojvoda Vladislav II., češki kralj (1158–1172), † 1174
- Elizabeta (* ~1123, † 20. maj 1143) ∞ 1142 grof Herman II. von Winzenburg, 1123 meißenški mejni grof in turinški grof († 29. januar 1152)
- Berta (* ~1124, † 1160) ∞ Henrik III., mestni grof Regensburga, upravnik v samostanih St. Emmeram in Prüfening († 1174)

Agneza je pokopana skupaj z Leopoldom III. v samostanu Klosterneuburg pri Dunaju.
Ker je Henrik V. umrl brez otrok, so Agneza in njeni otroci podedovali ogromne salijske alodialne posesti, vključno mesto Waiblingen.